# Jedd község
Jedd község (románul: Comuna Livezeni) község Maros megyében, Romániában. Központja Jedd, beosztott falvai Kebele, Kebeleszentivány, Marosagárd.

## Népessége
A 2011-es népszámlálás adatai alapján a község népessége 3266 fő volt.
| · Jedd község nemzetiségi összetétele 2021-ben Magyar (40,24%) Román (37,92%) Cigány (14,38%) Ismeretlen (7,18%) Egyéb (0,28%) | · Jedd község felekezeti összetétele 2021-ben Református (39,76%) Ortodox (32,06%) Római katolikus (6,72%) Görög katolikus (3,67%) Unitárius (1,95%) Adventista (1,56%) Nem vallásos (1,02%) Ismeretlen (8,29%) Egyéb (4,97%) |

## Története
2004-ben kivált belőle Koronka és önálló községgé alakult.